# Ulica Kubusia Puchatka w Warszawie

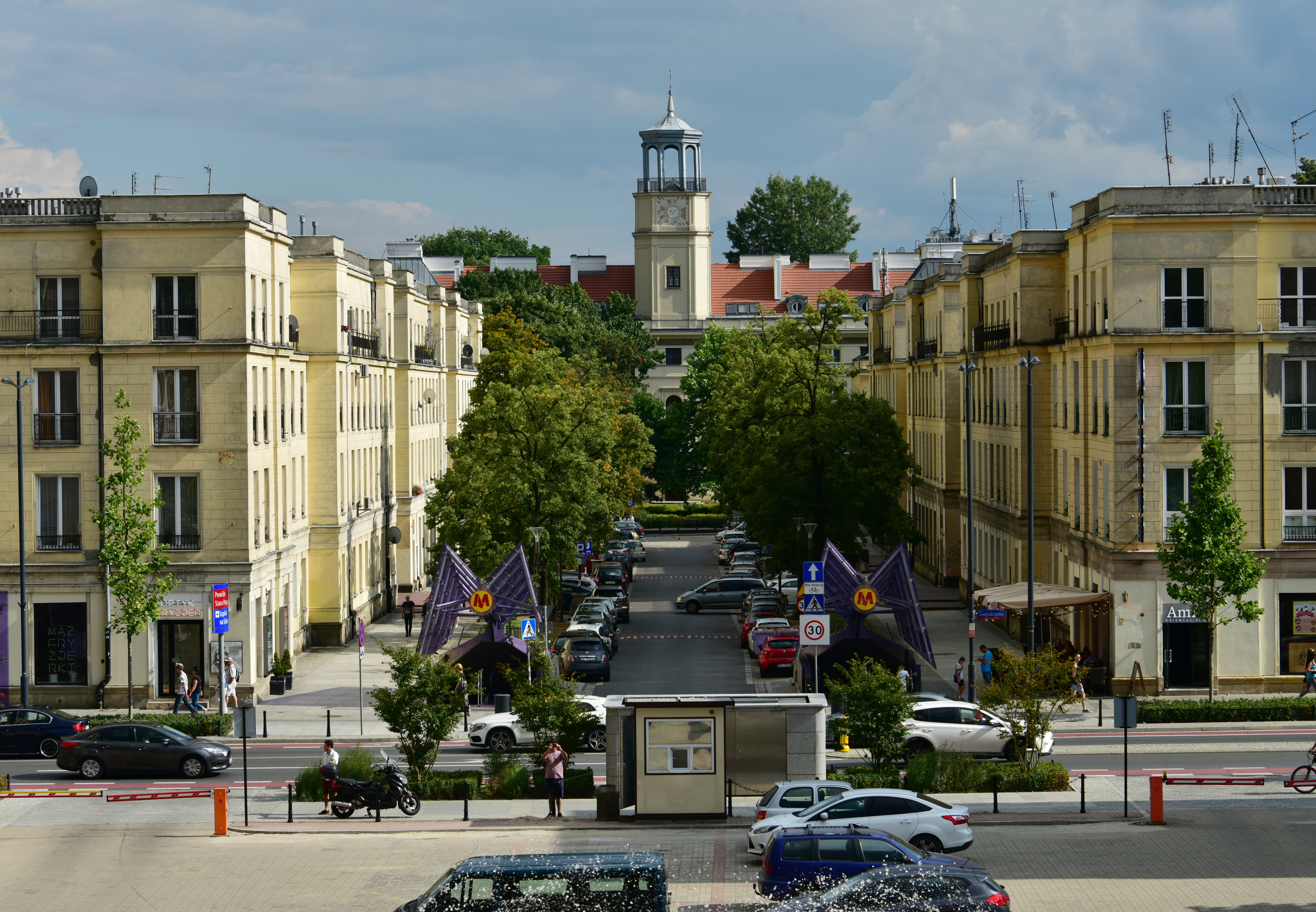
Ulica Kubusia Puchatka widziana z gmachu Ministerstwa Finansów

Ulica Kubusia Puchatka – ulica w dzielnicy Śródmieście w Warszawie.

## Opis
Została wytyczona w pierwszej połowie lat 50. XX wieku na miejscu ruin oficyn budynków zachodniej pierzei Nowego Światu.
Ulica o długości 149 m i szerokości w liniach zabudowy 23 m miała stanowić ciąg pieszy odciążający Nowy Świat. Została zabudowana 4-kondygnacyjnymi budynkami mieszkalnymi z usługami na parterach. Zabudowa została podzielona na segmenty podzielone arkadowymi łącznikami. Dwa rzędy lip przywiezionych ze Szczecina zostały zasadzone w roku 1954. Projekt zabudowy jest dziełem architekta Zygmunta Stępińskiego i zespołu studentów Wydziału Architektury Politechniki Warszawskiej. Nazwa ulicy została wybrana w roku 1954 w konkursie rozpisanym wśród czytelników „Expressu Wieczornego”.
Perspektywę ulicy zamyka wieżyczka wbudowana w budynek mieszkalny wzniesiony za skrzyżowaniem z ulicą Warecką w pobliżu ulicy Wojciecha Górskiego.
Administracyjnie wszystkie budynki ulicy są przypisane do numeracji ulicy Wareckiej.
W pobliżu północnego krańca ulicy przy skrzyżowaniu z ul. Świętokrzyską znajduje się stacja metra linii M2 Nowy Świat-Uniwersytet.